# Inode-Zeigerstruktur

Diagramm der inode-Zeigerstruktur

Die inode-Zeigerstruktur ist eine, durch den inode einer Datei des Unix-Dateisystems übernommene, Struktur zur Aufzählung der Datenblöcke einer Datei. Sie wurde zudem von vielen verwandten Dateisystemen übernommen, unter anderem das für bei Linuxbenutzern populäre ext3.

## Struktur
In der Vergangenheit bestand die Struktur aus 11 oder 13 Zeigern, doch die meisten modernen Dateisysteme nutzen 15. Diese Zeiger beinhalten (von 15 ausgehend):
- Zwölf Zeiger, die direkt auf Datenblöcke der Datei verweisen (direkte Zeiger)
- Ein indirekter Zeiger (ein Zeiger, der auf einen Block von Zeigern verweist, dessen Zeiger auf die Daten verweisen)
- Ein doppelt indirekter Zeiger (ein Zeiger, der auf einen Block von Zeigern verweist, dessen Zeiger auf einen weiteren Block aus Zeigern verweist, dessen Zeiger auf die Daten der Datei verweisen)
- Ein dreifach indirekter Zeiger (ein Zeiger, der auf einen Block von Zeigern verweist, der auf einen Block von Zeigern verweist, der auf einen Block von Zeigern verweist, dessen Zeiger auf die Daten der Datei verweisen)

## Schlüsselfunktionen
Feste logische Blockgröße: Die Struktur ist teilweise durch das Diagramm rechts dargestellt. Sie erlaubt es inodes, große Dateien im Dateisystem mit einer fixen logischen Blockgröße  zu beschreiben. Zentraler Mechanismus dabei ist, dass Blockadressen (auch indirekte Blöcke genannt) nur dynamisch, also bei Bedarf, zugeordnet werden.